# Royas
Royas é uma comuna francesa na região administrativa de Auvérnia-Ródano-Alpes, no departamento de Isère. Estende-se por uma área de 5,48 km². Em 2010 a comuna tinha 405 habitantes (densidade: 73,9 hab./km²).